# Cañada del Espinillo
Der Cañada del Espinillo ist ein Bach in Uruguay.
Er entspringt in der Cuchilla del Corralito und verläuft auf dem Gebiet des Departamentos Soriano. Er mündet als linksseitiger Zufluss in den Arroyo del Espinillo.